# Унтерамергау
Унтерамергау (њем. Unterammergau) општина је у њемачкој савезној држави Баварска. Једно је од 22 општинска средишта округа Гармиш-Партенкирхен. Према процјени из 2010. у општини је живјело 1.470 становника. Посједује регионалну шифру (AGS) 9180135.

## Географски и демографски подаци
Унтерамергау се налази у савезној држави Баварска у округу Гармиш-Партенкирхен. Општина се налази на надморској висини од 836 метара. Површина општине износи 29,9 km². У самом мјесту је, према процјени из 2010. године, живјело 1.470 становника. Просјечна густина становништва износи 49 становника/km².

## Међународна сарадња
| Мјесто          | Држава  | Врста сарадње | Од    |
| --------------- | ------- | ------------- | ----- |
| Базелга Ди Пине | Италија | партнерство   | 2000. |
| Извор           |         |               |       |